# Tikøb
Tikøb – miasto w Danii, w regionie Stołecznym, w gminie Helsingør.